# Културни центар Пожега
Културни центар Пожега је једна од јавних установа културе града, који је као Дом културе основан 1958. године.
По оснивању Дом  културе је обављао културно-забавну делатност, а образовна делатност је била једна од додатних активности. Касније због повећане потребе за образовањем првенствено одраслих, ова установа је променила и назив и Статут. Тачније 1965. године, установа је преименована у Раднички универзитет „Драган Кувељић” и образовна делатност је постала главна област рада.

## Културни центар данас
Деведесетих година прошлог века, установа се трансформише у Културни центар Пожега. Марта 1999. године при Културном центру основана је и Градска галерија Пожега. 
Данас Културни центар Пожега тежи да постане важна и видљива институција која организује, производи, дистрибуира и промовише културну и уметничку продукцију. Својом делатношћу утиче на динамичан развој Пожеге као општине са историјским, културним и туристичиким потенцијалима.

## Програми
Програми на којима Културни центар Пожега ради су:
- Едукативни програми
- Филмски програм
- Музички програм
- Сценско-извођачки (позоришни) програм
- Ликовни (визуелни) програм

У програме Културног центра Пожега план је уврстити и различите програме едукативног карактера намењених деци и младима.

## Градска галерија Пожега
Градска галерија Пожега, основана је при Културном центру Пожега 1999. године. Галерија је одмах након оснивања угостила и излагала изузетно значајна имена данашње савремене уметничке сцене. Покренуте су и годишње изложбе концепцијски аутентичне, као што је Ауторска изложба југословенског цртежа, потом и међународна изложба нереализованих уметничких пројеката под називом „идеја-не-реализација”.
Градска галерија Пожега организује самосталне и групне изложбе, са намером да представи и промовише рецентне уметничке пројекте из области савремене уметности. Поред самосталних и групних изложби, у простору галерије се одржавају ауторске изложбе историчара уметности, промоције, презентације, предавања и видео пројекције.